# Лукичев, Семён Васильевич
Семён Васильевич Лукичев (1 сентября 1894, Кимры, Тверская губерния — 1957) — советский партийный деятель, первый секретарь Евпаторийского горкома ВКП(б) (1944—1949). В годы Великой Отечественной войны батальонный комиссар политуправления Черноморского Флота, помощник начальника штаба Крымского партизанского движения. Награждён орденами и медалями. В его честь в Евпатории был назван переулок.

## Биография
Родился в городе Кимры 1 сентября 1894 года. В РККА с 1918 года, участник Гражданской войны. До 1941 года работал в Евпаторийском районе (упразднён в 1963 году). В годы Великой Отечественной войны — батальонный комиссар политуправления Черноморского Флота. Участвовал в обороне Севастополя, в боях под Керчью, сражался в партизанском отряде, был помощником начальника штаба Крымского партизанского движения. Награждён орденами и медалями.
После освобождения Крыма в 1944 году был демобилизован и вновь на партийной работе. В 1944—1949 годах — первый секретарь Евпаторийского горкома Компартии Украины. Активный участник восстановления городского хозяйства.
Скончался в 1957 году.

## Награды
За боевые заслуги награждён медалью «За оборону Севастополя», медалью «За победу над Германией в Великой Отечественной войне 1941—1945 гг.».

## Память
Переулок Пешеходный, где жил С. В. Лукичев, был переименован и назван его именем.